# Emléktáblák Baján
- A Wikimédia Commons tartalmaz Emléktáblák Baján témájú kategóriát.

Baja szócikkhez kapcsolódó képgaléria, mely helyi, országos vagy nemzetközi hírű személyekkel, valamint épületekkel, műtárgyakkal, helynevekkel és eseményekkel összefüggő emléktáblákat tartalmaz.

## Emléktáblák

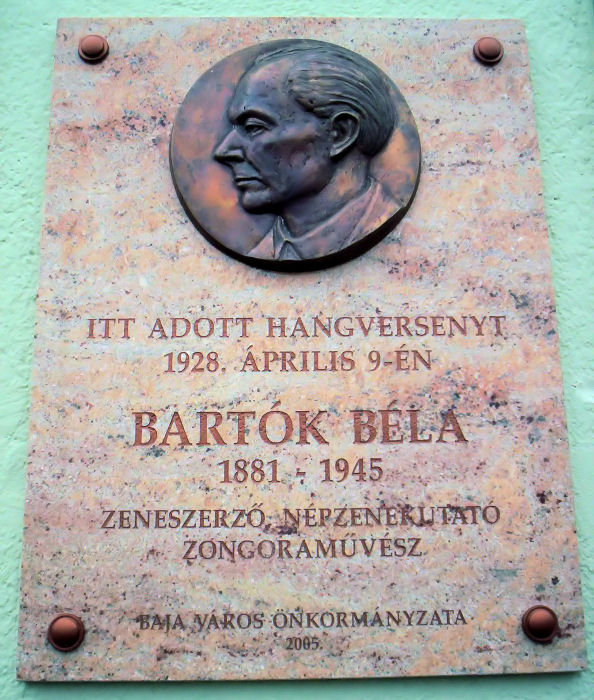
Bartók Béla, Szentháromság tér 6. alkotó: Fodor Ilda
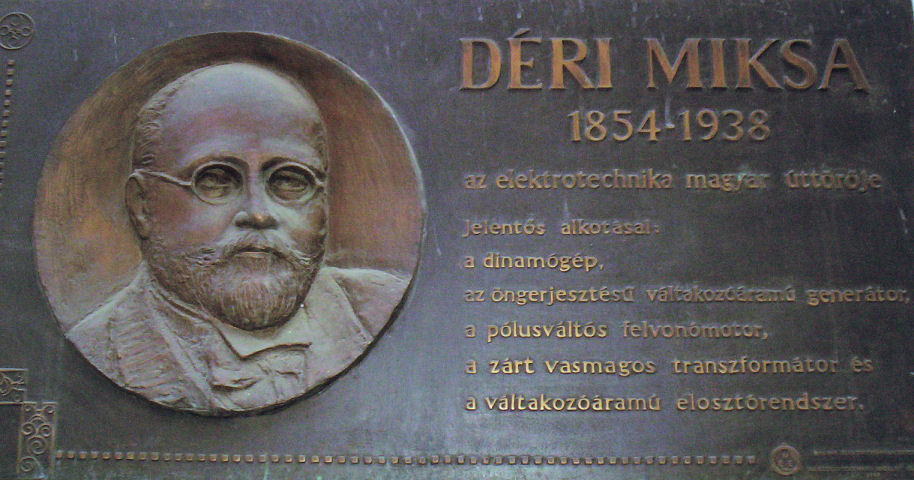
Déri Miksa, Déri Miksa köz
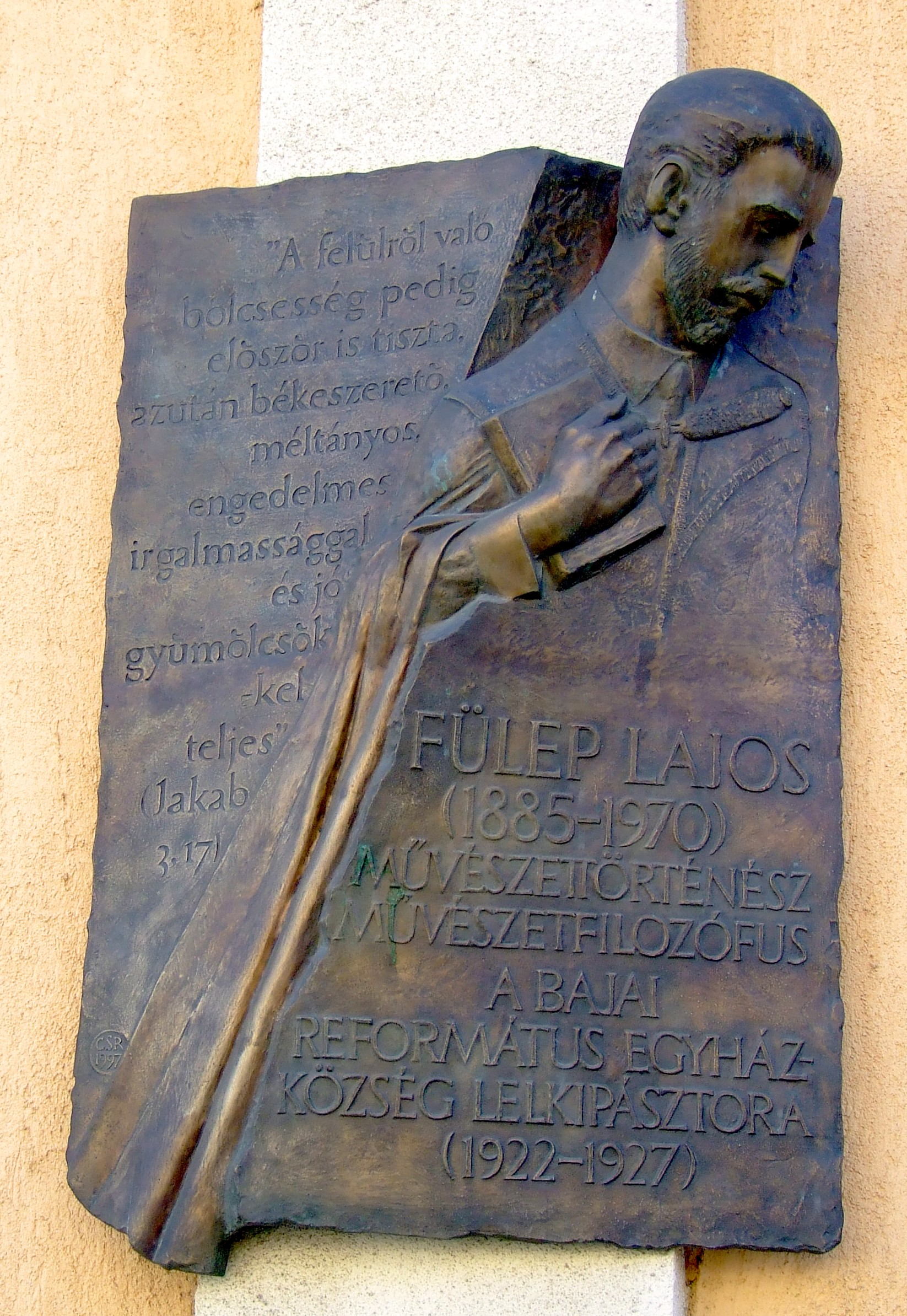
Fülep Lajos, Deák Ferenc utca 17. alkotó: Csíkszentmihályi Róbert
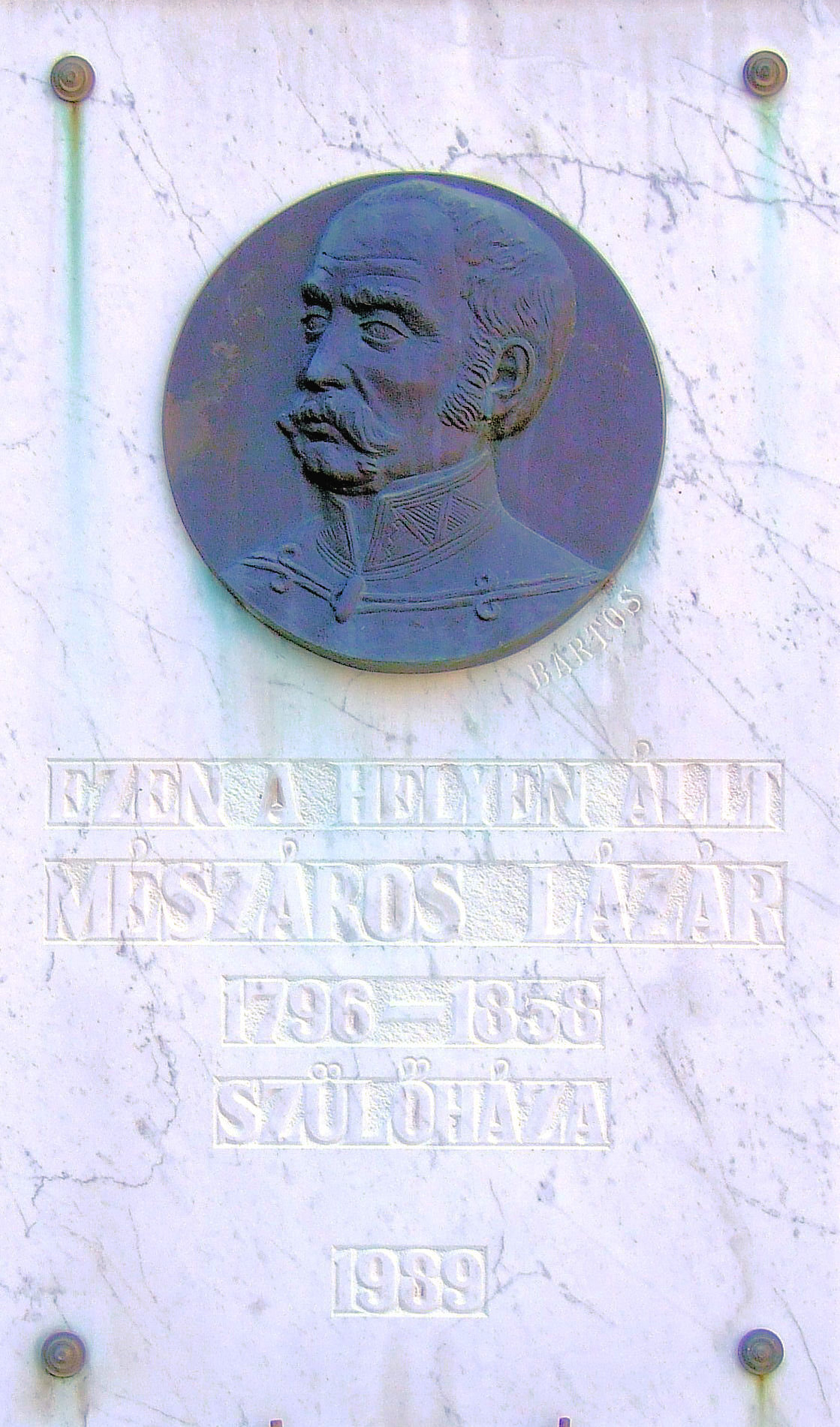
Mészáros Lázár, Déri Frigyes sétány
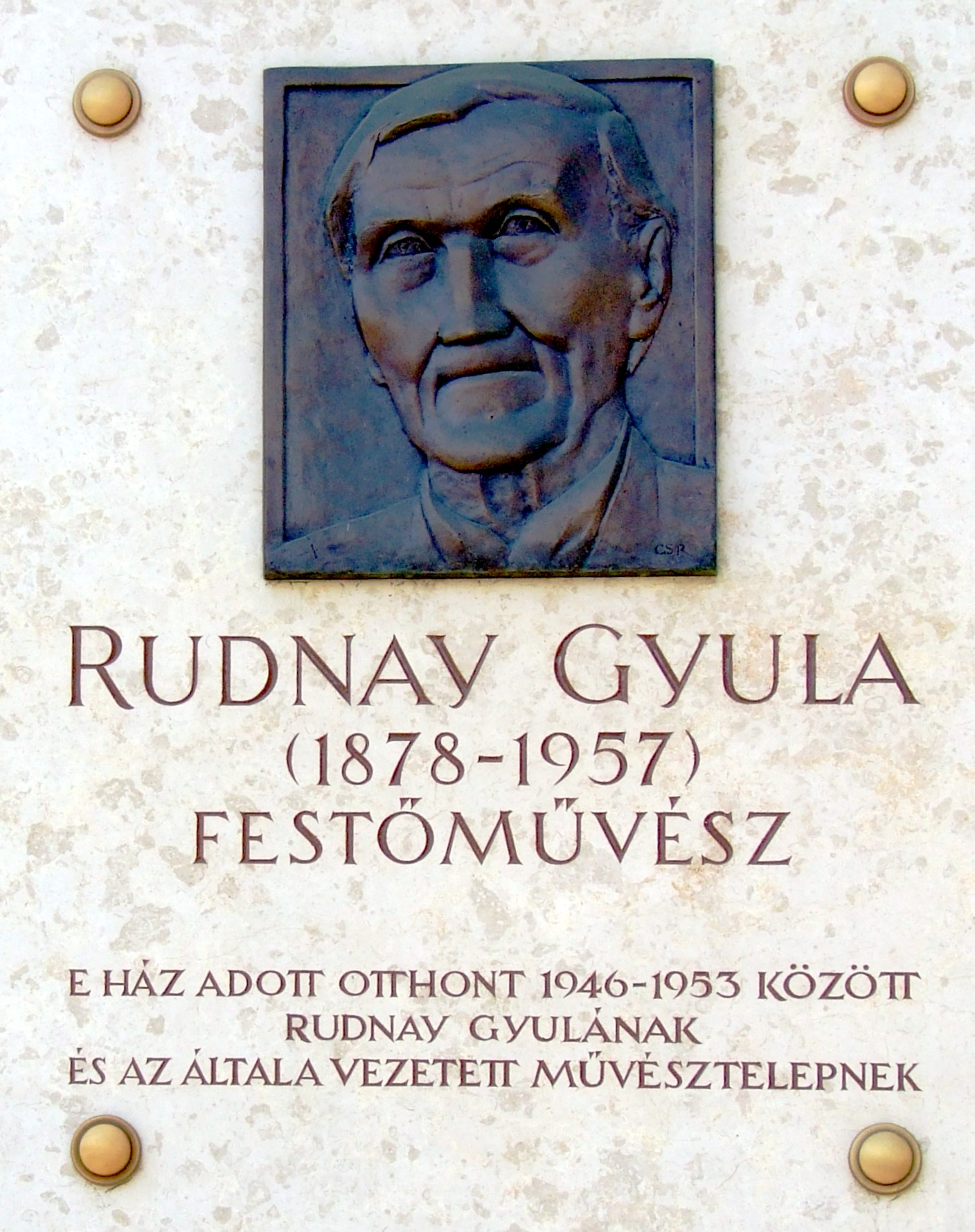
Rudnay Gyula, Arany János utca 1. alkotó: Csíkszentmihályi Róbert
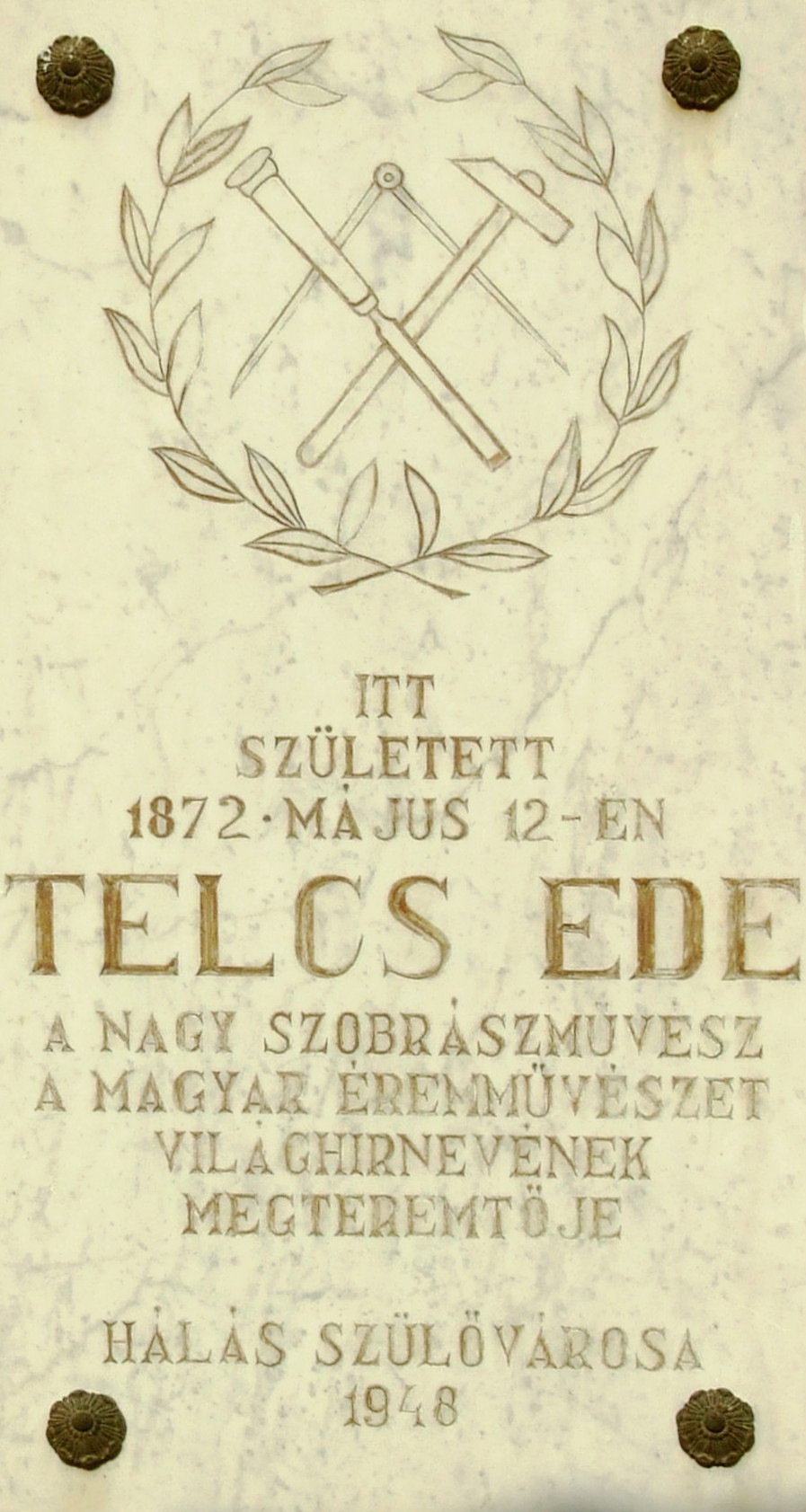
Telcs Ede, Telcs Ede utca 1.
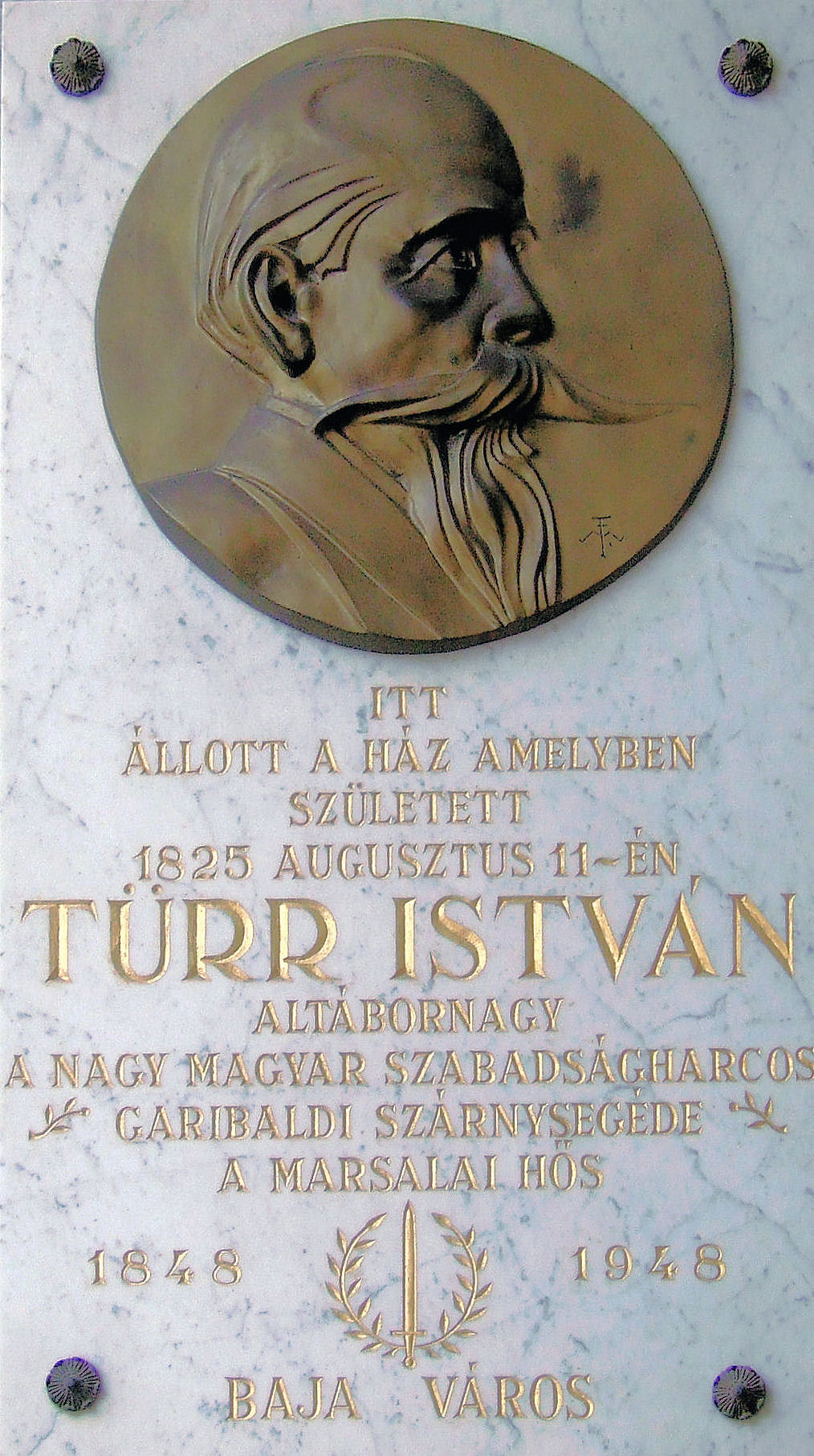
Türr István, Tóth Kálmán tér 3. alkotó: Miskolczy Ferenc

## Utcaindex
| Arany János utca (1.) Rudnay Gyula Deák Ferenc utca (17.) Fülep Lajos Déri Frigyes sétány (-) Mészáros Lázár Déri Miksa köz (-) Déri Miksa | Szentháromság tér (6.) Bartók Béla Telcs Ede utca (1.) Telcs Ede Tóth Kálmán tér (3.) Türr István |